# UFC Fight Night: Overeem vs. Arlovski
UFC Fight Night: Overeem vs. Arlovski（ユーエフシー・ファイトナイト：オーフレイム・バーサス・アルロフスキー、別名UFC Fight Night 87）は、アメリカ合衆国の総合格闘技団体「UFC」の大会の一つ。2016年5月8日、オランダ・南ホラント州ロッテルダムのアホイ・ロッテルダムで開催された。

## 大会概要
UFC初のオランダ開催となった本大会ではアリスター・オーフレイムとアンドレイ・アルロフスキーによるヘビー級ワンマッチが組まれた。
キャリア9戦全勝のジョシュ・エメットがUFCデビュー。

### カード変更
負傷などによるカードの変更は以下の通り。
- パディ・ホロハン → 佐々木憂流迦（第1試合）
- ペーター・ソボッタ → レオン・エドワーズ（第2試合）
- ニック・ハイン → ジョシュ・エメット（第5試合）
- ラシッド・マゴメドフ → ルスタム・ハビロフ（第7試合）

## 試合結果

### アーリープレリム
第1試合 フライ級ワンマッチ 5分3R
○  佐々木憂流迦 vs.  ウィリー・ゲイツ ×
2R 3:30 リアネイキドチョーク
第2試合 ウェルター級ワンマッチ 5分3R
○  レオン・エドワーズ vs.  ドミニク・ウォーターズ ×
3R終了 判定3-0（30-27、30-27、30-27）
第3試合 フライ級ワンマッチ 5分3R
○  堀口恭司 vs.  ニール・シーリー ×
3R終了 判定3-0（30-26、30-27、30-27）

### プレリミナリーカード
第4試合 ライト級ワンマッチ 5分3R
○  レザ・マダディ vs.  ヤン・カブラル ×
3R 1:56 TKO（スタンドパンチ連打）
第5試合 ライト級ワンマッチ 5分3R
○  ジョシュ・エメット vs.  ジョン・タック ×
3R終了 判定2-1（29-28、28-29、29-28）
第6試合 ミドル級ワンマッチ 5分3R
○  マグナス・セデンブラッド vs.  ギャレス・マクレラン ×
2R 0:47 TKO（スタンドパンチ連打）
第7試合 ライト級ワンマッチ 5分3R
○  ルスタム・ハビロフ vs.  クリス・ウェイド ×
3R終了 判定3-0（30-27、29-28、29-28）

### メインカード
第8試合 女子ストロー級ワンマッチ 5分3R
○  カロリーナ・コバケビッチ vs.  ヘザー・ジョー・クラーク ×
3R終了 判定3-0（29-28、29-28、30-27）
第9試合 ライトヘビー級ワンマッチ 5分3R
○  ニキータ・クリーロフ vs.  フランシマール・バホーゾ ×
2R 3:11 リアネイキドチョーク
第10試合 女子バンタム級ワンマッチ 5分3R
○  ジャーメイン・デ・ランダミー vs.  アンナ・エルモス ×
1R 3:46 KO（ボディへの膝蹴り）
第11試合 ウェルター級ワンマッチ 5分3R
○  グンナー・ネルソン vs.  アルバート・トゥメノフ ×
2R 3:15 ネッククランク
第12試合 ヘビー級ワンマッチ 5分3R
○  ステファン・ストルーフェ vs.  アントニオ・シウバ ×
1R 0:16 KO（肘打ち連打）
第13試合 ヘビー級ワンマッチ 5分5R
○  アリスター・オーフレイム vs.  アンドレイ・アルロフスキー ×
2R 1:12 TKO（左フック→パウンド）

### 各賞
ファイト・オブ・ザ・ナイト： 該当者なし
パフォーマンス・オブ・ザ・ナイト： アリスター・オーフレイム、ステファン・ストルーフェ、グンナー・ネルソン、ジャーメイン・デ・ランダミー
各選手にはボーナスとして5万ドルが支給された。